# Plounévez-Moëdec
Plounévez-Moëdec è un comune francese di 1 474 abitanti situato nel dipartimento delle Côtes-d'Armor nella regione della Bretagna.

## Società

### Evoluzione demografica
Abitanti censiti